# Флаванони

Скелет флаванону з локантами

Флаванони, тип флавоноїдів (що є типом поліфенолів), які являють собою різноманітні ароматичні безбарвні кетони, отримані з флавонів, які часто зустрічаються в рослинах як глікозиди.

## Список флаванонів та їх глікозидів
- Блюмеатин
- Бутін
- Ерідіктіол
- Гесперетин
- Гесперидин
- Гомоериодиктіол
- Ізосакуранетін
- Нарінгенін
- Нарінгін
- Піноцембрін
- Понцірін
- Сакуранетин
- Сакуранін
- Стерубін
- Піностробін

## Метаболізм
Фермент халкон ізомераза використовує халконоподібну сполуку для виробництва флаванону.
Флаванон-4-редуктаза — це фермент, який використовує (2S)-флаван-4-ол і НАДФ+ для виробництва (2S)-флаванону, НАДФН і Н+.

## Синтез
Існують численні методи енантіоселективного хімічного та біохімічного синтезу флаванонів і споріднених сполук.